# Podocerus brasiliensis
Podocerus brasiliensis är en kräftdjursart som först beskrevs av James Dwight Dana 1853.  Podocerus brasiliensis ingår i släktet Podocerus och familjen Podoceridae. Inga underarter finns listade i Catalogue of Life.